# Хирбет-эт-Тин
Хирбет-эт-Тин (араб. خربة تين نور‎) — небольшой город на западе Сирии, расположенный на территории мухафазы Хомс. Входит в состав района Хомс. Является центром одноимённой нахии.

## Географическое положение
Город находится в западной части мухафазы, к западу от реки Эль-Аси, к северу от водохранилища Хомс, на высоте 550 метров над уровнем моря.
Хирбет-эт-Тин расположен на расстоянии приблизительно 10 километров (по прямой) к западу от Хомса, административного центра провинции и на расстоянии 128 километров к северо-северо-востоку (NNE) от Дамаска, столицы страны.

## Население
По данным официальной переписи 2004 года численность населения города составляла 2726 человек (1411 мужчин и 1315 женщин). Насчитывалось 483 домохозяйства.

## Транспорт
Ближайший гражданский аэропорт — Международный аэропорт имени Басиля Аль-Асада.